# Hipercan
Un hipercan (engleză Hypercane) este o clasă ipotetică de ciclon tropical extrem care s-ar putea forma în cazul în care temperaturile oceanului ar ajunge la circa 50°C (122°F), cu 15°C (27°F) mai cald decât temperatura oceanică cea mai ridicată înregistrată vreodată. Termenul a fost inventat de omul de știință Kerry Emanuel în 1994, la MIT. Un hipercan ar avea o viteză a vântului de peste 800 km/h și ar avea, de asemenea, o presiune centrală de cel puțin 70 kilopascali (21 in Hg), oferindu-i o durată de viață enormă.